# Gabriel Calmels
Gabriel Calmels, né le 18 septembre 1887 à Villeveyrac et mort le 3 septembre 1979 à Valflaunès, est un homme politique français.

## Détail des fonctions et des mandats
Mandat parlementaire
- 28 septembre 1976 - 3 septembre 1979 : Sénateur de l'Hérault